# Alfonso Grosso Sánchez
Para el escritor del mismo nombre, véase Alfonso Grosso

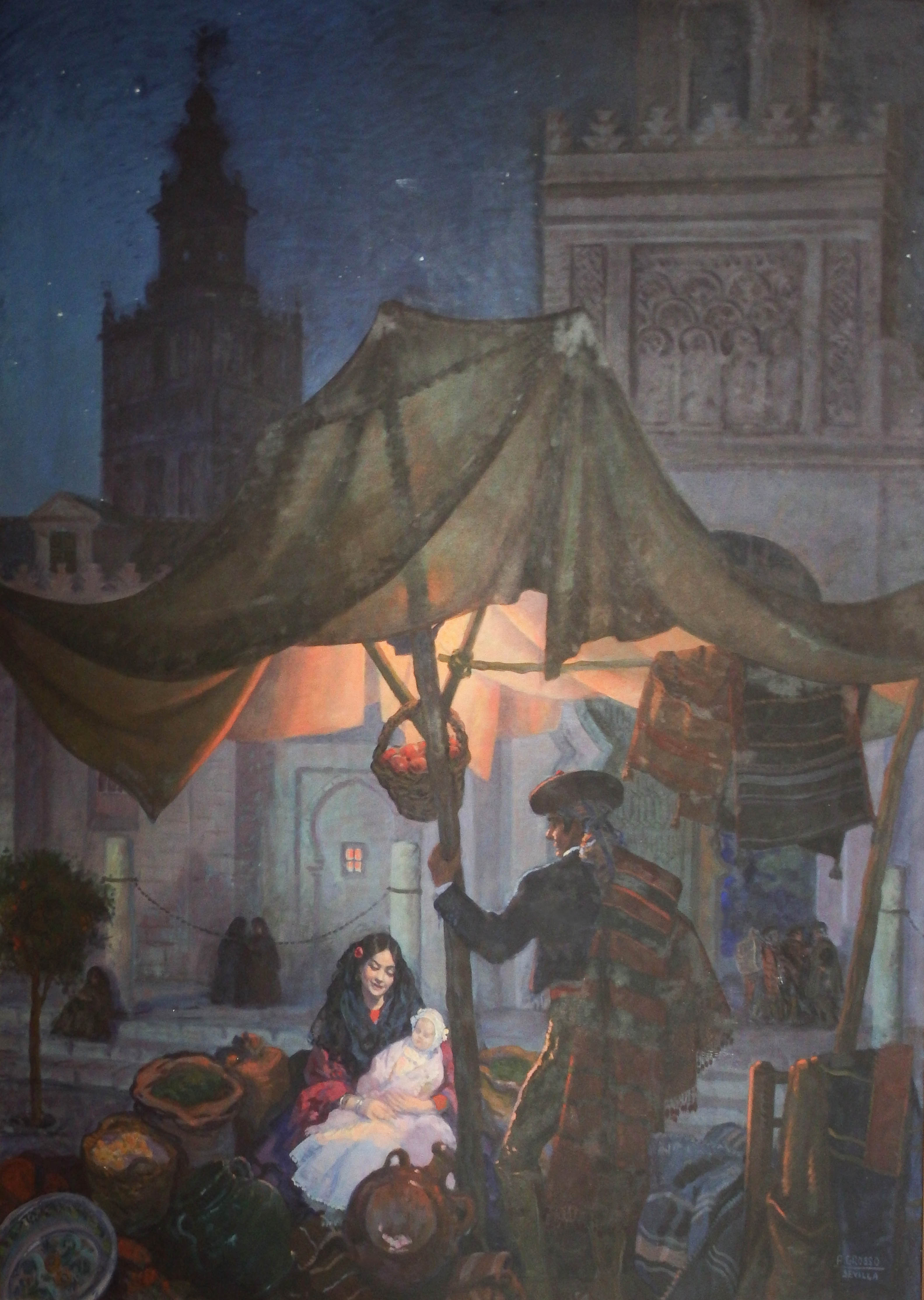

Alfonso Grosso Sánchez (Sevilla, 1 de septiembre de 1893-ibídem, 12 de diciembre de 1983) fue un pintor español.

## Biografía

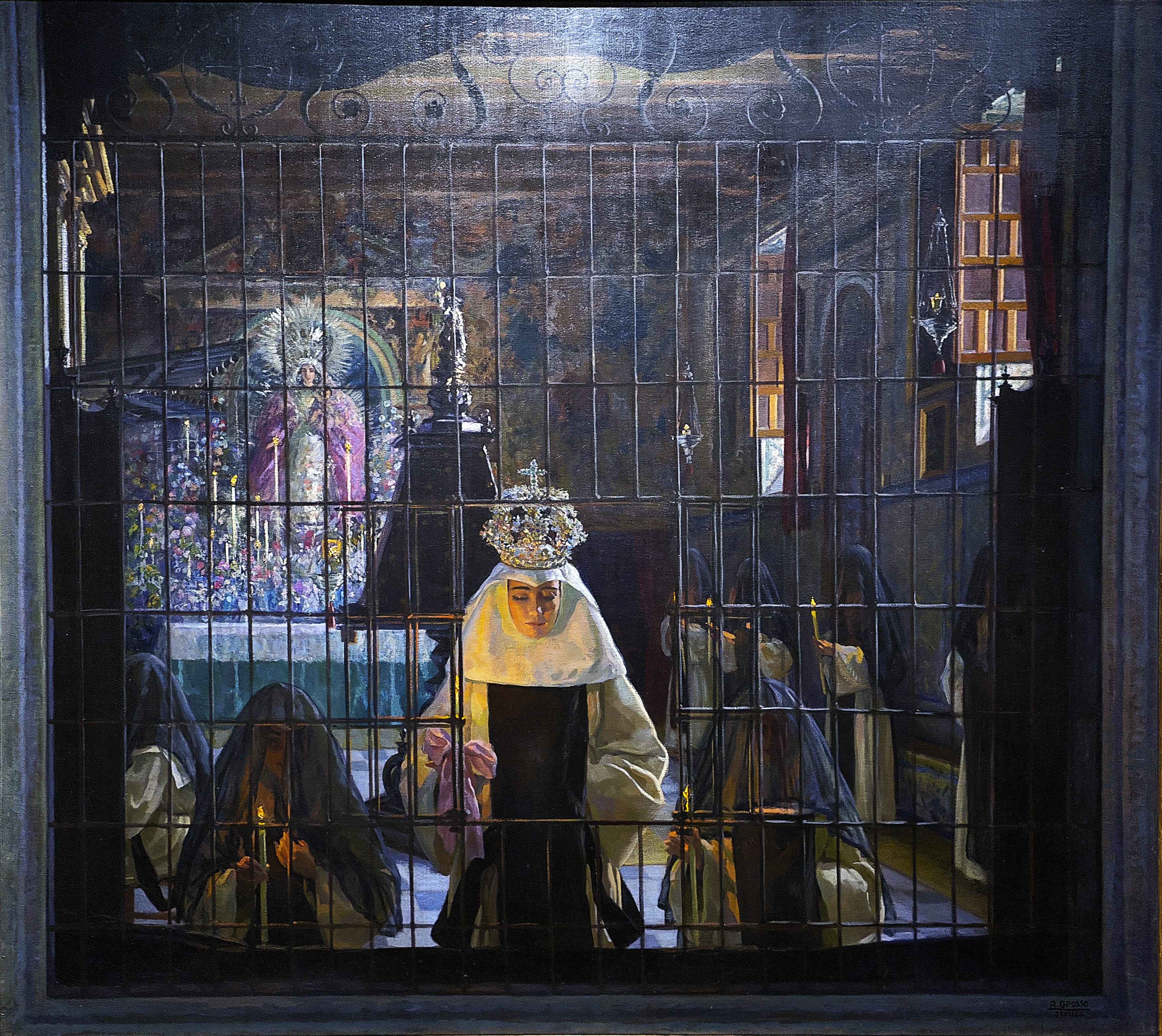
Profesión de una novicia (1975)

Se formó en la Escuela de Bellas Artes de Sevilla, siendo discípulo de José García Ramos y Gonzalo Bilbao. Artista tradicional, fue siempre enemigo de las vanguardias, centrando su actividad pictórica en temas costumbristas, religiosos y retratos. 
Dentro de su obra, encontramos representados con frecuencia personajes populares, como bailaoras, toreros, gitanos y cantaoras. Otro de sus temas preferidos fue el interior de edificios religiosos, sobre todo conventos de clausura, encontrándose dentro de esta temática alguna de sus obras más logradas.
En el campo del retrato se interesó principalmente a partir de 1920, fecha en que realizó el de su madre, asimismo le fueron encargados diferentes retratos colectivos por instituciones oficiales, para conmemorar inauguraciones u otros eventos de interés.
Concurrió a la Exposición General de Bellas Artes de Madrid de 1936 con "Estampa del Rocío" y "La profesión". En las exposiciones de 1920 y de 1932 obtuvo tercera y segunda medalla.
A partir de 1940, fue nombrado profesor de la Escuela de Bellas Artes de Sevilla, donde obtuvo la Cátedra de Colorido y Composición. Fue también director del Museo de Bellas Artes de Sevilla (desde 1942 hasta 1969)., en el que actualmente se exponen algunas de sus obras y académico de la Real Academia de Bellas Artes de Santa Isabel de Hungría
Su copiosa obra que se calcula en unos 2000 lienzos, gozó de popularidad y éxito comercial, realizando a la largo de su vida diferentes exposiciones tanto en España como en Buenos Aires y Nueva York.

## Algunas obras
- La comunión de la novicia (óleo; 166 x 125 cm; Museo de Bellas Artes de Sevilla).
- El monaguillo (1920; óleo; 127 x 92 cm; Museo de Bellas Artes de Sevilla).
- Retrato del pintor José García Ramos (1924; 84 x 63,50 cm; Museo de Bellas Artes de Sevilla).
- Maestra de novicias (óleo; 1,40x 1,60 m; Museo Bellver).
- La Inauguracion de la Exposición Iberoamericana de 1929 (Real Alcázar de Sevilla) .
- Proclamación del Dogma de la Inmaculada (1964; óleo; catedral de Sevilla). Un boceto de 1966 de esta obra se encuentra en la Hermandad de la Macarena y fue restaurado en 2022.